# Margareta av Österrike (1567–1633)
Margareta av Österrike, född 1567, död 1633, var en österrikisk ärkehertiginna och senare nunna i Spanien.

## Biografi
Hon var dotter till kejsar Maximilian II och Maria av Österrike. 
Hon följde sin mor till sin farbror kung Filip II av Spanien 1581. Det hade varit tal om att hon skulle gifta sig med Filip II, som just blivit änkling efter Anna av Österrike (1549–1580), men de planerna realiserades aldrig då Margareta tidigt hade ambitionen att bli nunna. Hon och hennes mor levde i samma kloster, där även kung Filips dotter uppfostrades. Margareta blev nunna, men hade tillstånd att ta emot besök och lämna klostret när hon ville, och vistades ofta vid det spanska hovet. 
Hon utövade tillsammans med sin mor och drottning Margareta av Österrike (1584–1611) en hel del politiskt inflytande vid det spanska hovet, och tillhörde drottningens parti vid hovet, som motarbetade kungens gunstling hertigen av Lerma. Hon stod i korrespondens med kungen, och gav honom ofta politiska råd. 
Hon fick en än mer framträdande politisk roll vid hovet efter drottningens död 1611, då hon var en av Österrikes främsta agenter vid det spanska hovet. Hon blev blind 1625.